# Kartause Ittingen

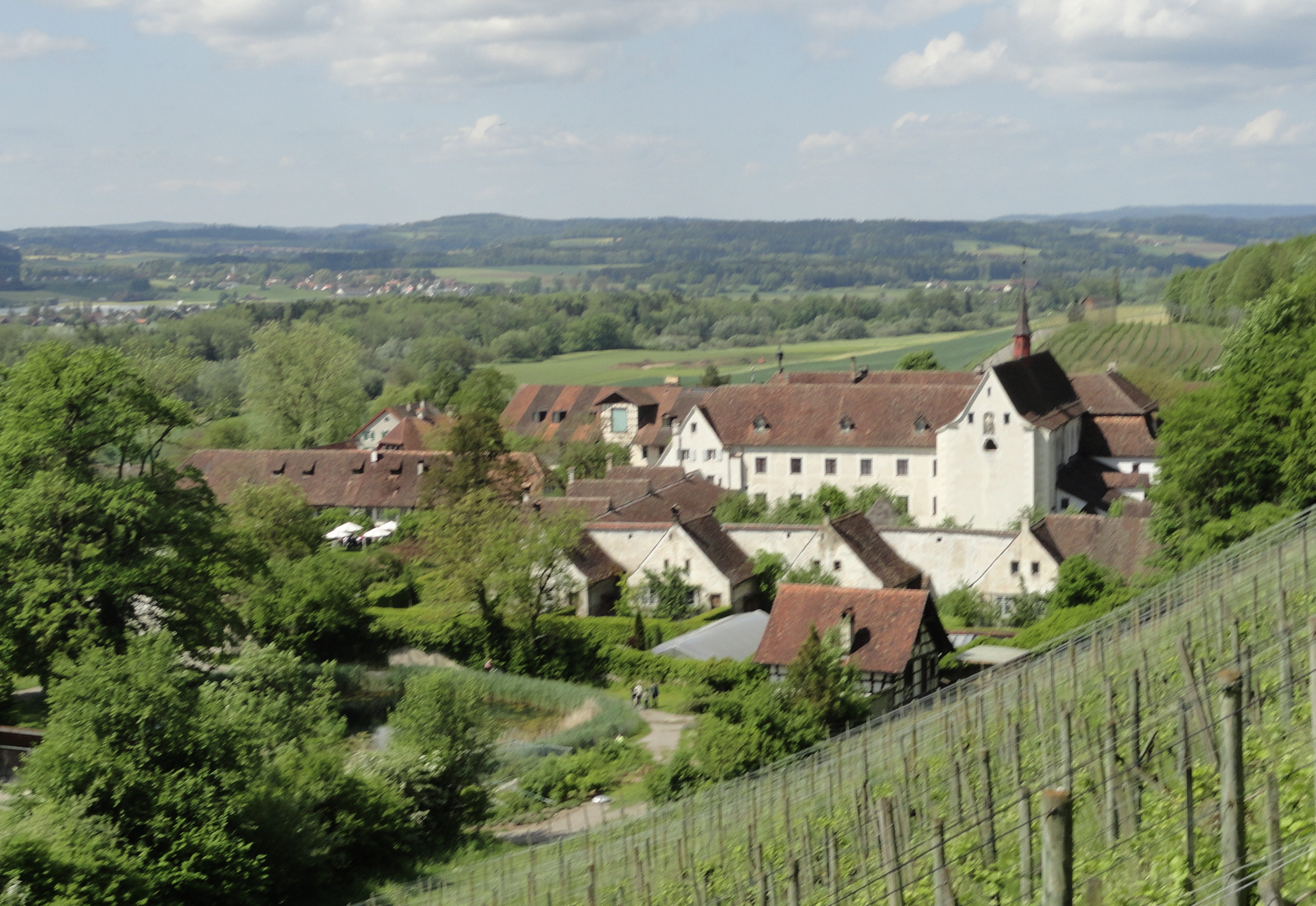
Ansicht von Nordosten

Luftbild (1949)

Die Kartause Ittingen ist ein ehemaliges Kloster der Kartäuser in Warth TG, Gemeinde Warth-Weiningen, im schweizerischen Kanton Thurgau. Heute ist die Kartause ein Kultur- und Seminarzentrum mit zwei Museen, Hotel, Restaurant, einem Gutsbetrieb sowie Betreutem Arbeiten und Wohnen für Menschen mit einer psychischen oder kognitiven Beeinträchtigung.
Im Gegensatz zu anderen Klosteranlagen ist Ittingen kein als Gesamtanlage geplantes Bauwerk. Die Kartause Ittingen, wie sie sich heute präsentiert, ist das Resultat von ständigen baulichen Veränderungen und Anpassungen an die jeweiligen Bedürfnisse im Verlauf von mehr als 900 Jahren.

## Geschichte

### Vorgeschichte
Eine erste Holzburg der Herren von Ittingen könnte um 800 am westlichen Ende des «Chrüüzbuck», eines bewaldeten Drumlins unterhalb der Strasse nach Uesslingen, entstanden sein. Ein Hinweis darauf ist die Flurbezeichnung Burgzelg unterhalb des Hügels.

### Klosterbetrieb
Vom 8. bis zum 12. Jahrhundert war die Burg Ittingen der Sitz der Herren von Ittingen, einer Familie niederen Adels als Ministerialen der Welfen. 1079 wurde die Burg Hittingin von Truppen des Abtes von St. Gallen im Rahmen des Investiturstreits zwischen König Heinrich IV. und Papst Gregor VII. zerstört und später, wahrscheinlich aufgrund eines Sühnevertrags, wieder aufgebaut. Der Kern der neuen Burg wird an der Stelle des heutigen Südflügels der Klosteranlage vermutet. 70 Jahre lang war die Burg Sitz der Truchsesse von Ittingen.
1150 gründeten die letzten drei Vertreter der Familie in ihrer Burg ein Chorherrenstift nach den Regeln der Augustiner, in das sie selbst eintraten. An der Gründung waren der Bischof von Konstanz und die Welfen beteiligt, als Vogt amtete der Graf von Kyburg. 1152 wurde das Stift von seinem Lehnsherrn, Herzog Welf VI., mit zusätzlichen Privilegien ausgestattet. Schutzheiliger war Laurentius von Rom, dessen Zeichen, der Märtyrer-Rost, im Wappen der Kartause erscheint.

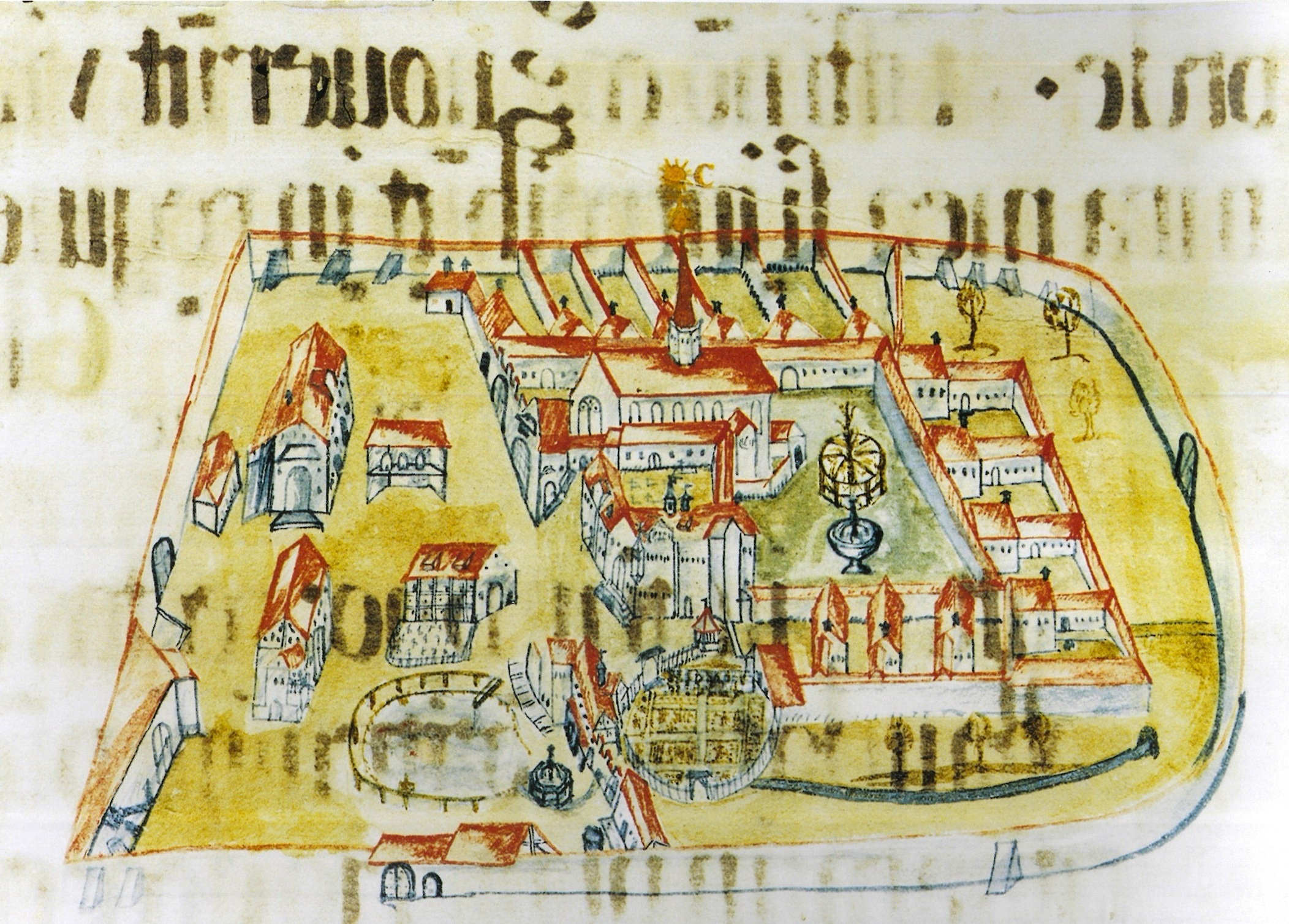
Ittingen um 1640

Das kleine Stift verdankte seinen Aufstieg dem nahe gelegenen Städtchen Frauenfeld, das in jener Zeit zum habsburgischen Verwaltungszentrum wurde. Das Stift erlangte nie grosse Bedeutung; 1289 bestand der Konvent lediglich aus dem Propst, dem ehemaligen Propst, fünf Chorherren und zwei Brüdern.
1420 verfügte Ittingen weder über einen Prior noch einen Priester. Kaiser Friedrich III., der sich 1458 Frauenfeld direkt unterstellt hatte, sorgte für eine Verbesserung der Vermögensverhältnisse und bereitete die Übergabe des Klosters an die Kartäuser vor, deren Orden damals seine grösste Expansion erlebte. 1461 wurde die Übergabe vollzogen. Die Kartäuser kauften das verarmte Ittingen und bauten es mit grossem Aufwand um. Erst 1471 wurde das Kloster formell in den Ordensverband der Kartäuser aufgenommen. Ihren Regeln entsprechend wurde die Bevölkerung von den Gottesdiensten ausgeschlossen; besonders Frauen blieb die Kirche verschlossen. So kam es schon im gleichen Jahr zum «Frauenstreik»: Die Warther Frauen drangen in die Kirche ein und erzwangen mit einem Sitzstreik eine eigene Kapelle in Warth.

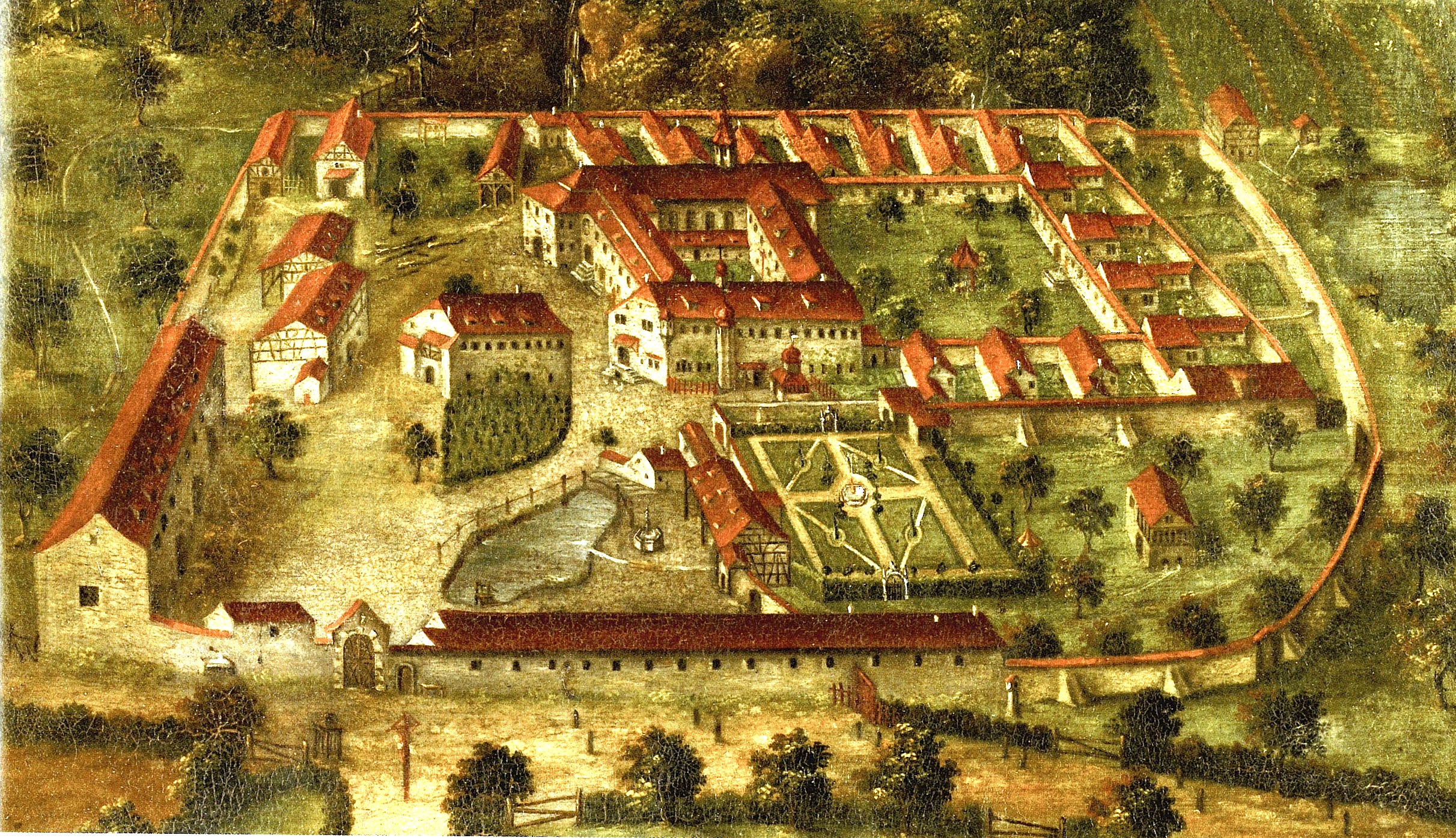
Ittingen im 18. Jahrhundert

Am 18. Juli 1524 wurde die Kartause im Ittingersturm überfallen, zwei Tage lang geplündert und niedergebrannt. Die vertriebenen Mönche kehrten nur langsam zurück; erst 1553 wurden die Anlagen im Zuge der Gegenreformation wieder aufgebaut. Schon 1528, während der Reformation von Bern, waren aber 17 Kartäuser-Patres aus der Kartause Schloss Thorberg hierher geflohen und brachten mindestens 33 Bücher mit.
Im 18. Jahrhundert erlangte die Kartause unter Prior Bruno Müller und Prokurator Josephus Wech nach einer Verwaltungsreform eine Zeit wirtschaftlicher Blüte, deren Grundlage der Weinanbau und -handel war. In einem guten Jahr wurden gegen 20'000 Gulden erwirtschaftet. Zum Vergleich: 1762 kostete ein Haus mit Hof, Scheune und Garten 260 Gulden. Der Wohlstand zeigte sich in umfassenden Bauarbeiten und in der Neuausstattung der Kirche. Zugleich setzte sich Prior Bruno Müller für die in Ittingen entstandene Klosterchronistik und Hagiographie ein, was unter anderem in seinen Bemühungen um die 1648 erschienene Publikation der Helvetia Sancta von Heinrich Murer zum Ausdruck kam.
1798, nach dem Zusammenbruch der Alten Eidgenossenschaft, verboten die Behörden der Helvetik die Aufnahme von Novizen. Das Klostervermögen wurde vom neu geschaffenen Kanton Thurgau beschlagnahmt, der Wirtschaftsbetrieb von staatlichen Verwaltern geführt, und hohe Steuern mussten bezahlt werden. 1848 wurde das Kloster endgültig aufgehoben; die Mönche mussten Ittingen nach rund sieben Jahrhunderten verlassen. Die mittelalterliche Bibliothek wurde von der Kantonsbibliothek Thurgau übernommen.

### Privatbesitz

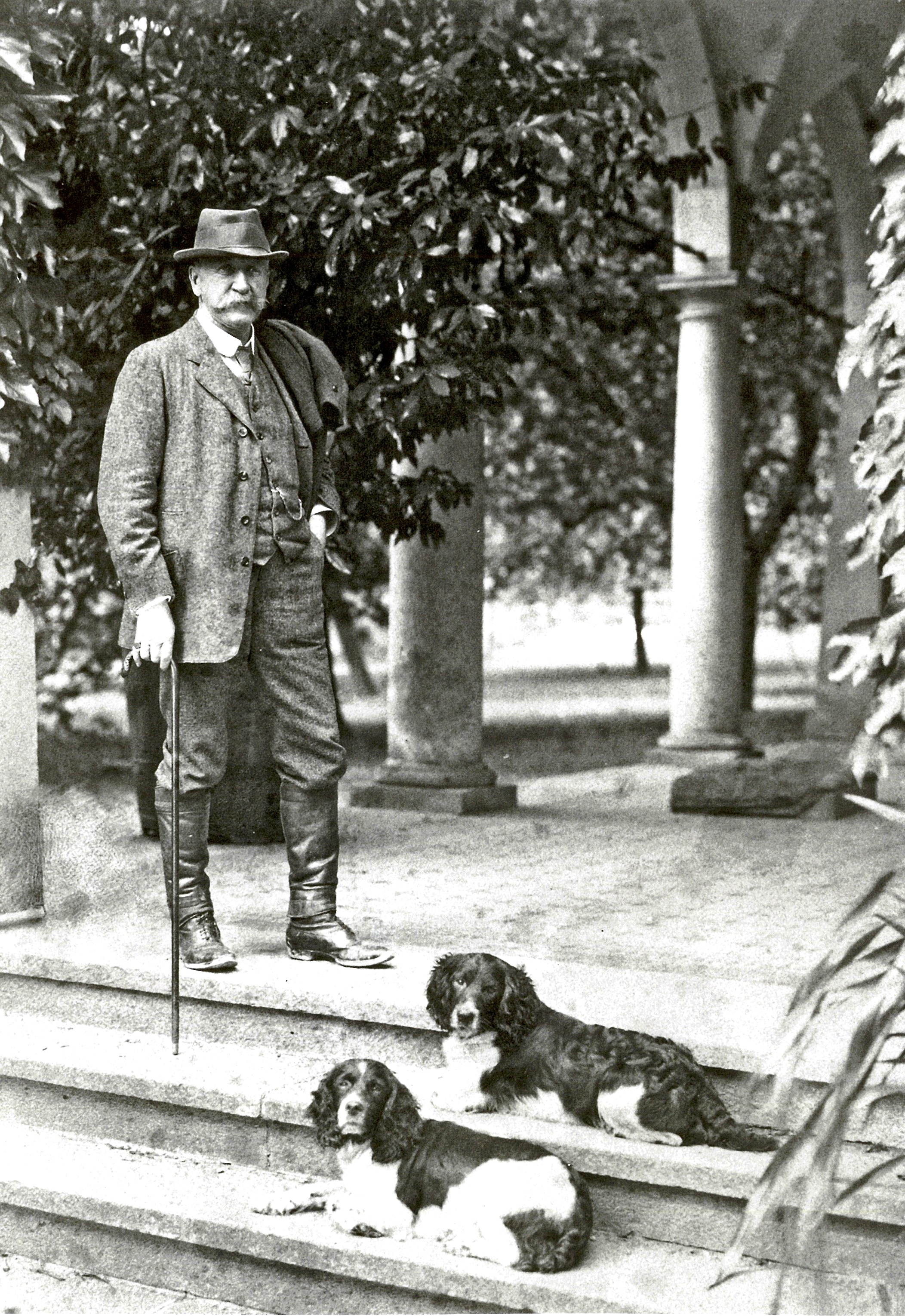
Victor Fehr

Zuerst übernahm der Kanton den Gutsbetrieb, 1856 verkaufte er ihn an zwei Appenzeller. Nicht zuletzt wegen des Rückgangs der Erträge aus dem Weinanbau verkauften die neuen Besitzer im Herbst 1867 den Betrieb für 308'000 Franken an den St. Galler Bankier und Kaufmann Edmund Fehr. Dieser erwarb alle Gebäude des ehemaligen Klosters zusammen mit rund 100 ha Wald, Rebland und Ackerfeldern für seinen 21-jährigen Sohn Victor Fehr. Dessen Familie führte die Kartause Ittingen über mehrere Generationen als landwirtschaftlichen Musterbetrieb bis 1977. Dabei blieb die Klosteranlage im Wesentlichen erhalten. Die Gutsherrenfamilie bewohnte die Räume im ersten Obergeschoss des Südflügels des alten Klosters, die früher dem Prior gedient hatten.
Am 4. September 1912 besuchte der deutsche Kaiser Wilhelm II. Victor Fehr während des Kaisermanövers vom 4. bis 8. September 1912 in der Kartause Ittingen. Für die kaiserliche Bequemlichkeit baute der Gastgeber die erste Wassertoilette mit Spülvorrichtung der Kartause ein, was zu dieser Zeit in der Schweiz noch eine Seltenheit war.
Victor Fehrs Nachfolger als Gutsherr war sein Sohn Kavallerie-Oberstleutnant Edmund Fehr (1883–1965), dessen Erben nach seinem Tod den Verkauf des Gutes einleiteten. Erst im Jahr 1999 wurde bekannt, dass er die deutsche Exilantin Käthe Vordtriede bei sich versteckt hatte, von Juli bis Oktober 1941.

### Gegenwart
1977 wurde die Kartause an die neu gegründete Stiftung Kartause Ittingen verkauft und 1978 bis 1983 für 49 Millionen Franken umfassend restauriert; der Betrag wurde zusammengetragen vom Kanton Thurgau, Firmen und Privaten.
Zuständig waren vier Architekturbüros: Scherrer und Hartung aus Schaffhausen für die Klosterrenovation, Antoniol und Huber (Frauenfeld) für das Kunstmuseum, Kräher und Jenny für die Landwirtschaftsgebäude sowie Esther und Rudolf Guyer (Zürich) für die Gebäude der äusseren Klausur. 2008 und 2009 wurden erneut Teile der Anlage (Hoteltrakt, Restaurant u. a.) renoviert und erweitert.
2003 erhielten die Rosenfreunde Winterthur und Umgebung mit Elisabeth Oberle für den Rosengarten Kartause Ittingen den Schulthess Gartenpreis des Schweizer Heimatschutzes.
Die Stiftung betreibt in Ittingen ein Kultur- und Bildungszentrum. Die Gebäude beherbergen das evangelische Begegnungs- und Bildungszentrum tecum, das Kunstmuseum Thurgau und das Ittinger Museum. Zum Betrieb gehören zwei Hotels mit 68 Zimmern und Seminarräumen, der multifunktionale Saal Remise und das Restaurant Zur Mühle.
Daneben bietet sie für Menschen mit Unterstützungsbedarf, mit 60 betreuten Arbeitsplätzen und 29 Einzelzimmern im betreuten Wohnbereich, ein inklusives Arbeits- und Wohnangebot.
Der Gutsbetrieb gehört mit rund 66 Hektar Kulturland und 32 Hektar Wald zu den grössten Landwirtschaftsbetrieben im Kanton Thurgau. Neben der klassischen Landwirtschaft werden auf zehn Hektaren Trauben erzeugt und aus diesen Wein gekeltert. Zwei Hopfengärten liefern den Rohstoff für das eigene Bier, das bei Heineken in Chur gebraut wird. In der Käserei wird die Milch der eigenen Kühe zu verschiedenen Käsesorten verarbeitet. Die Produkte können im Klosterladen erworben werden.

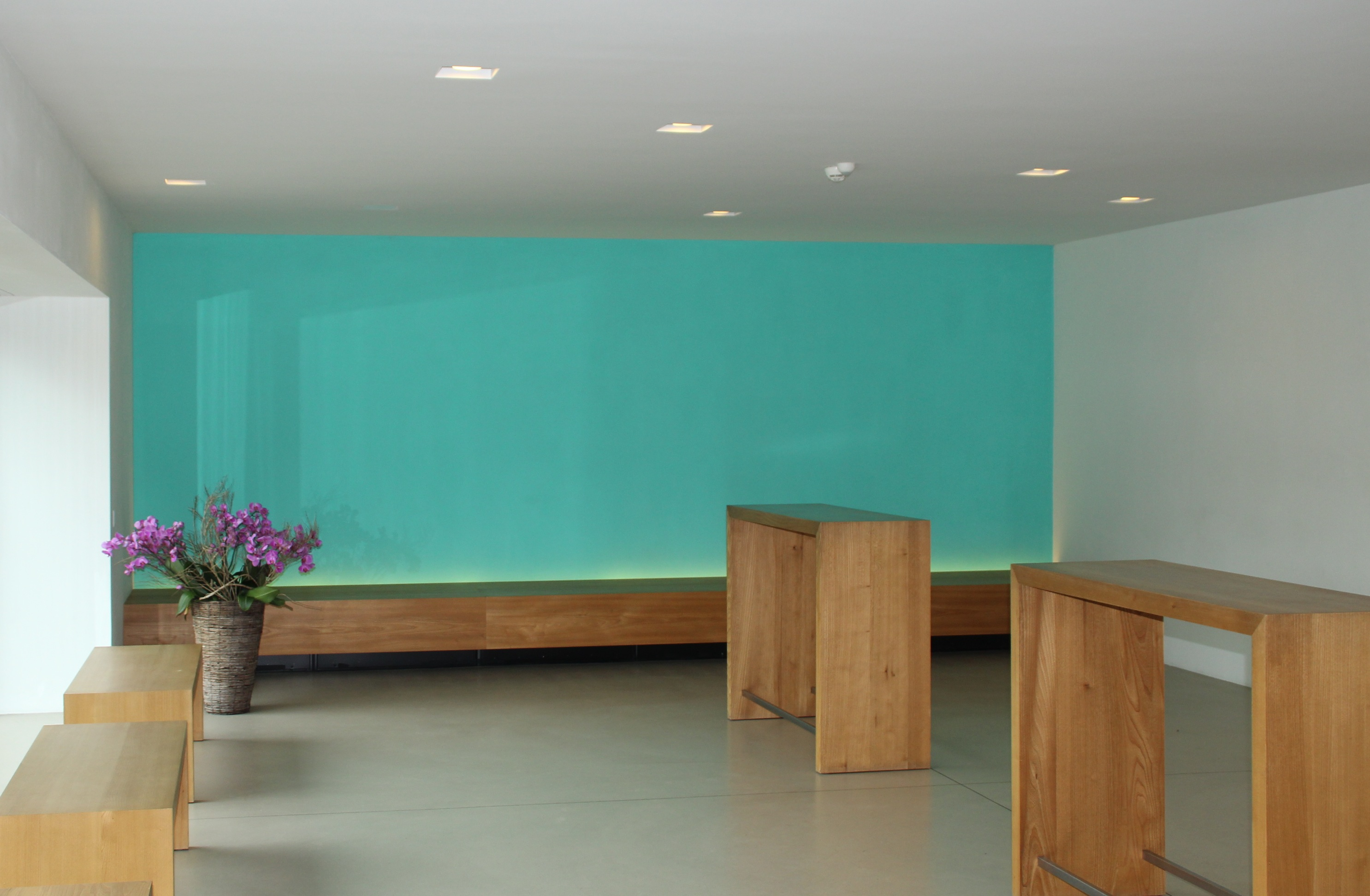
Foyer im Unteren Gästehaus
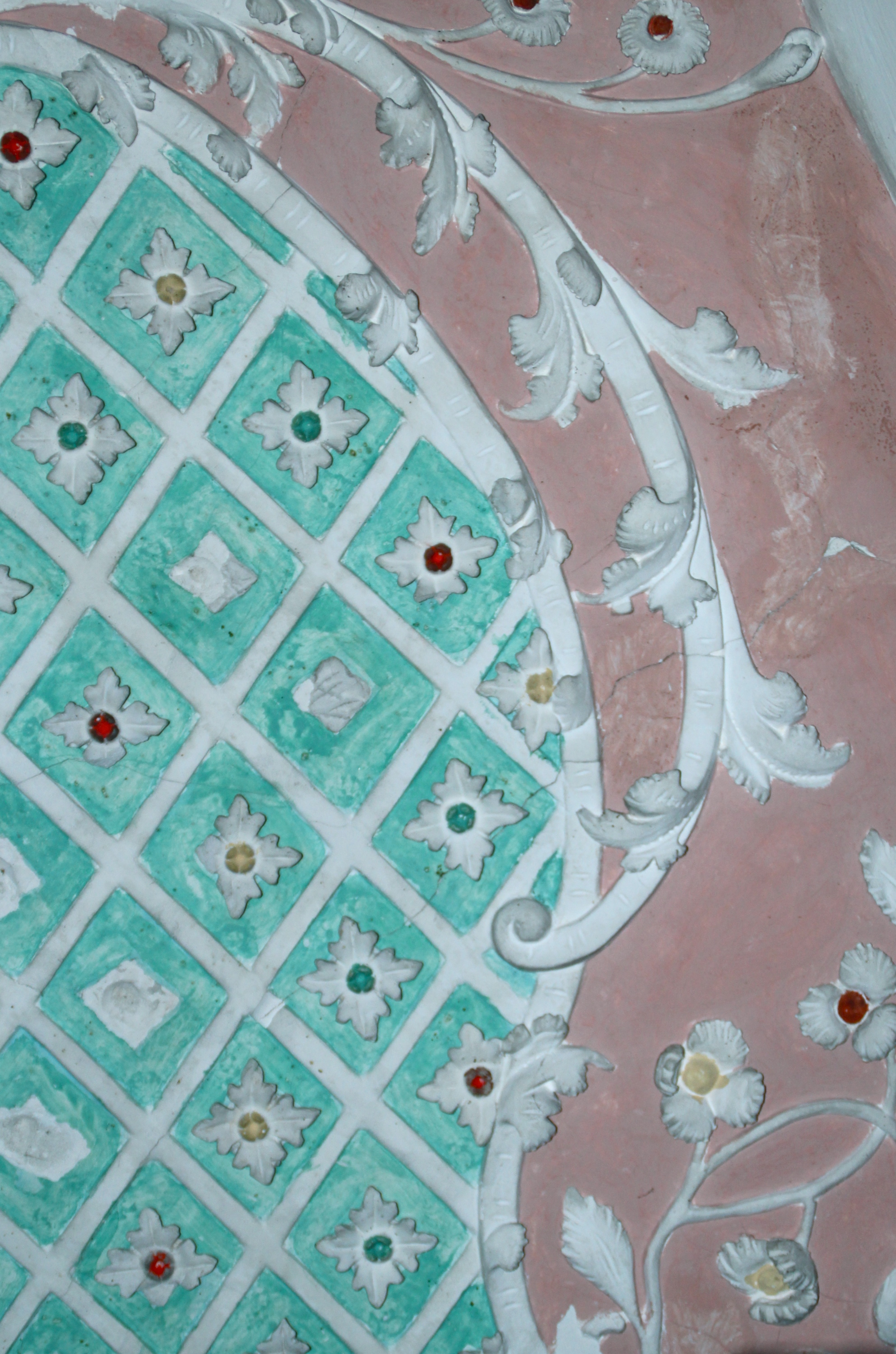
Deckenbemalung in einem Raum im Klostermuseum
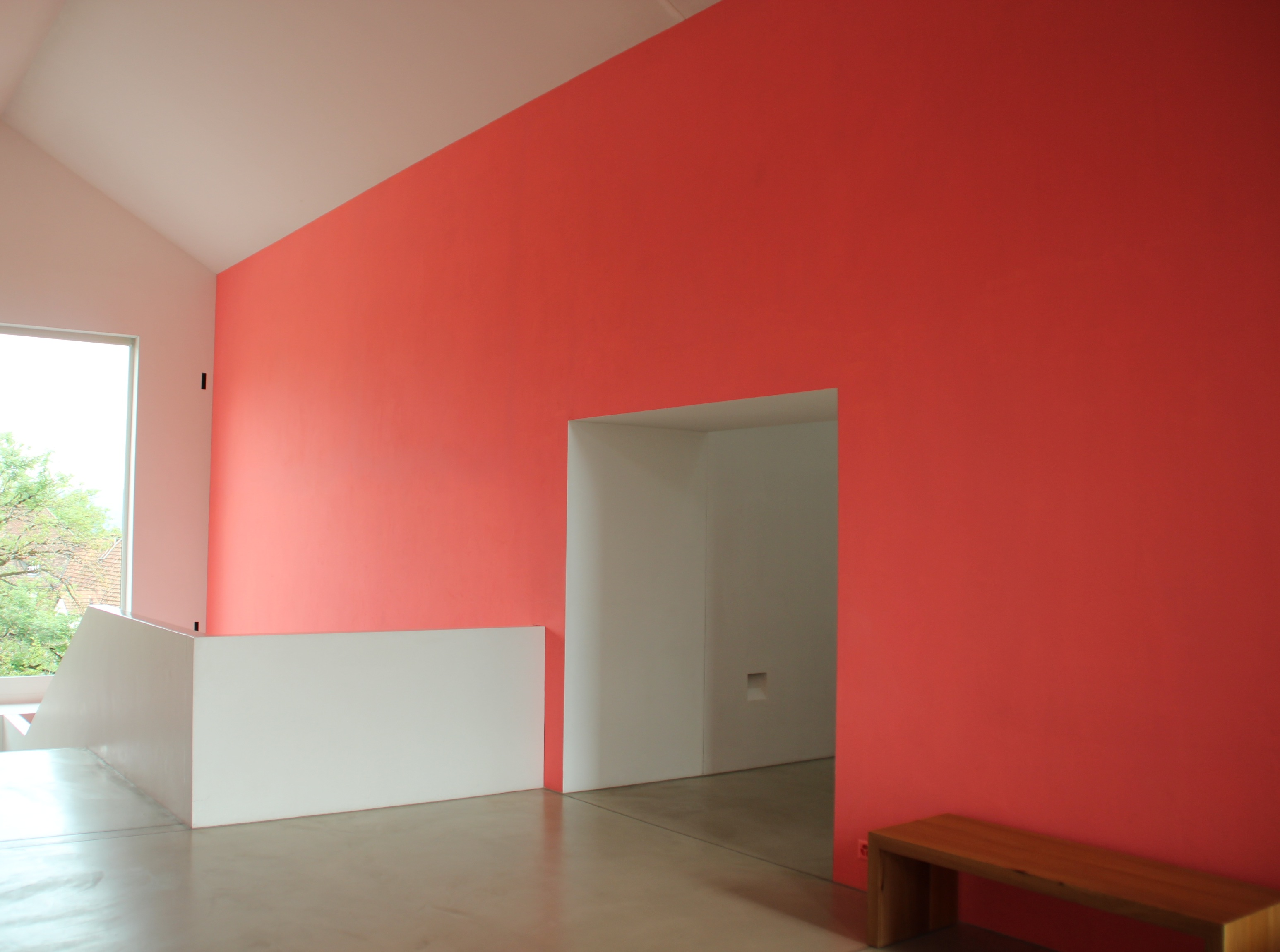
Treppenhaus im Unteren Gästehaus
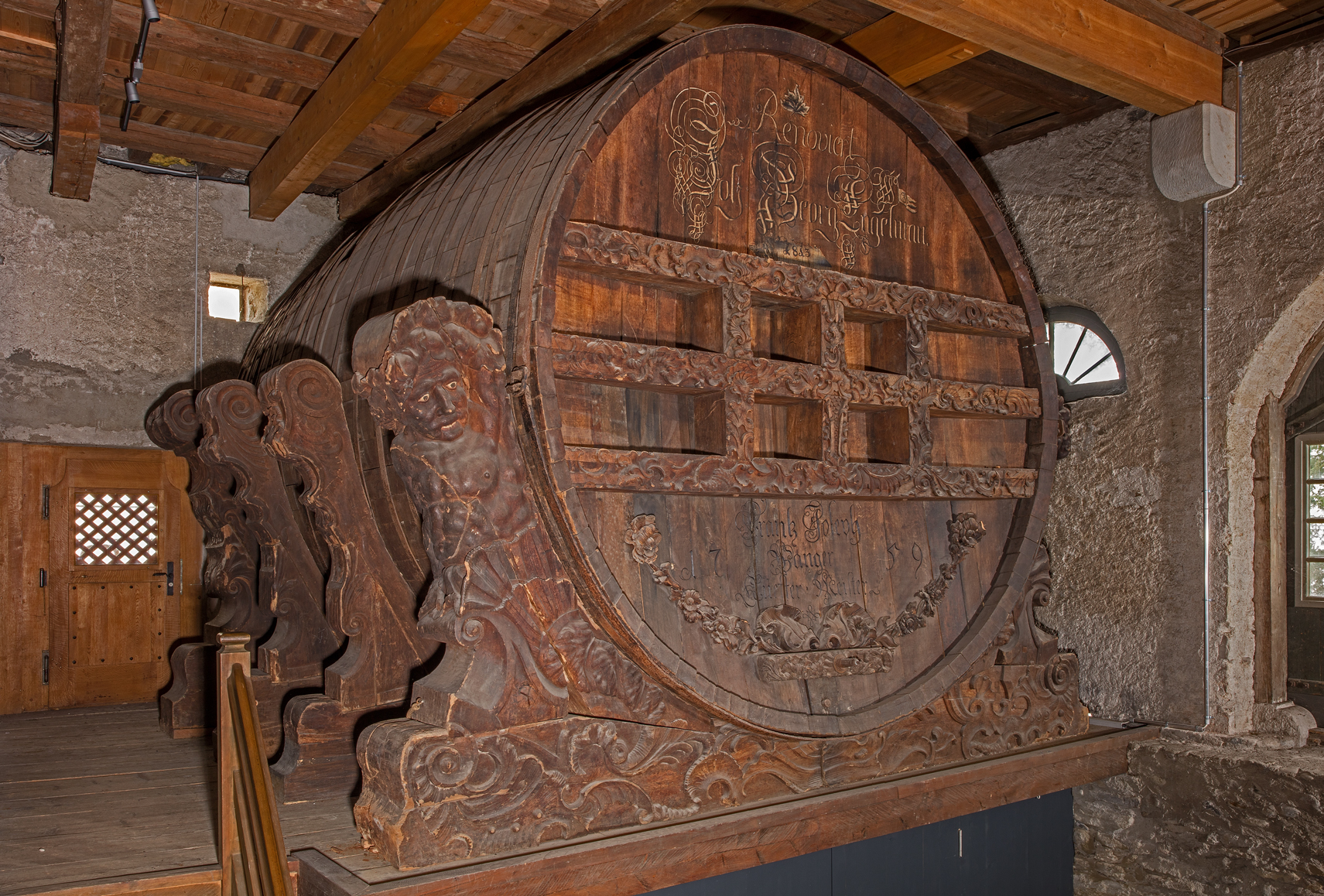
Ittinger Fass

## Gebäude

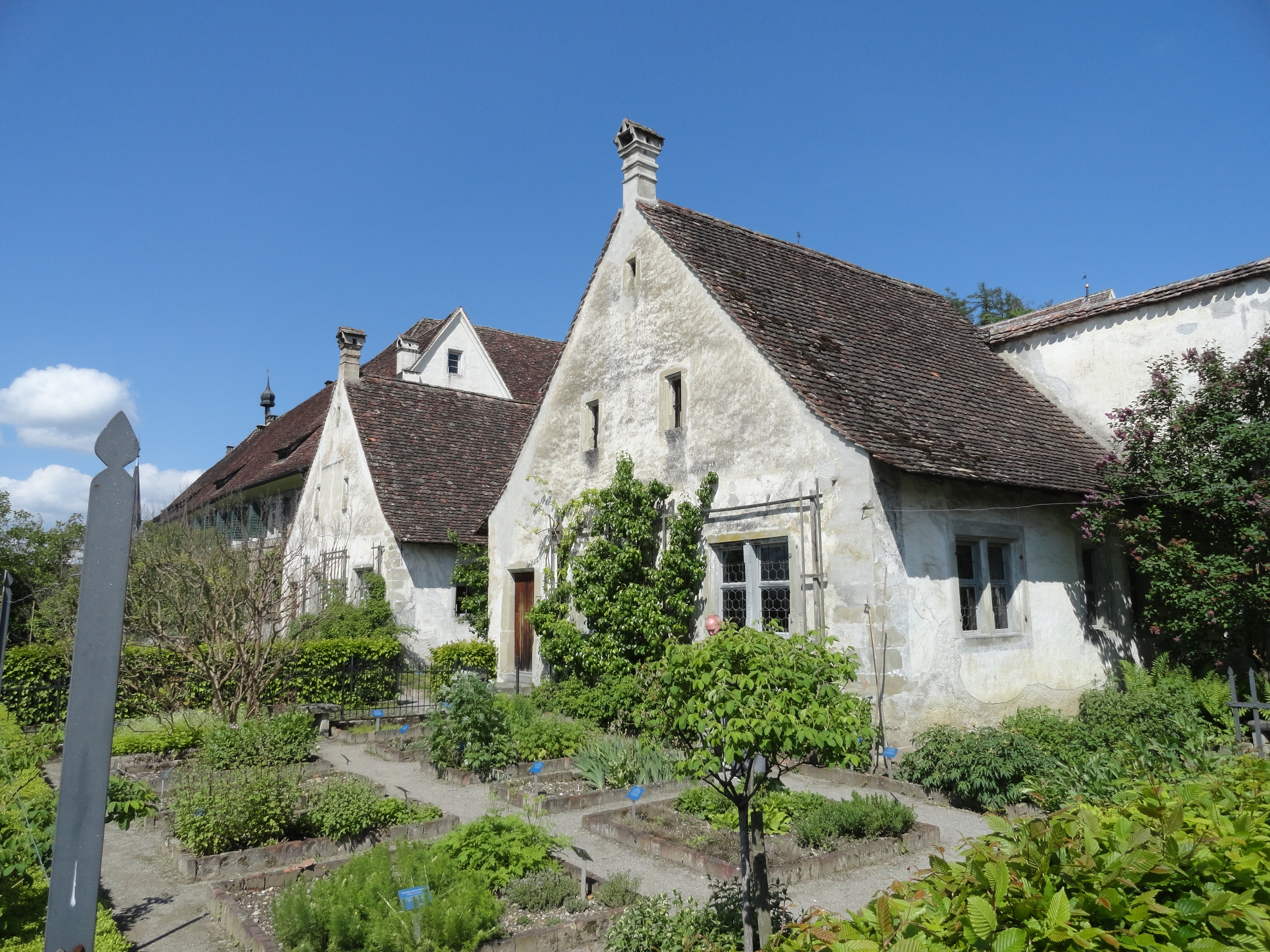
Zellenhäuschen

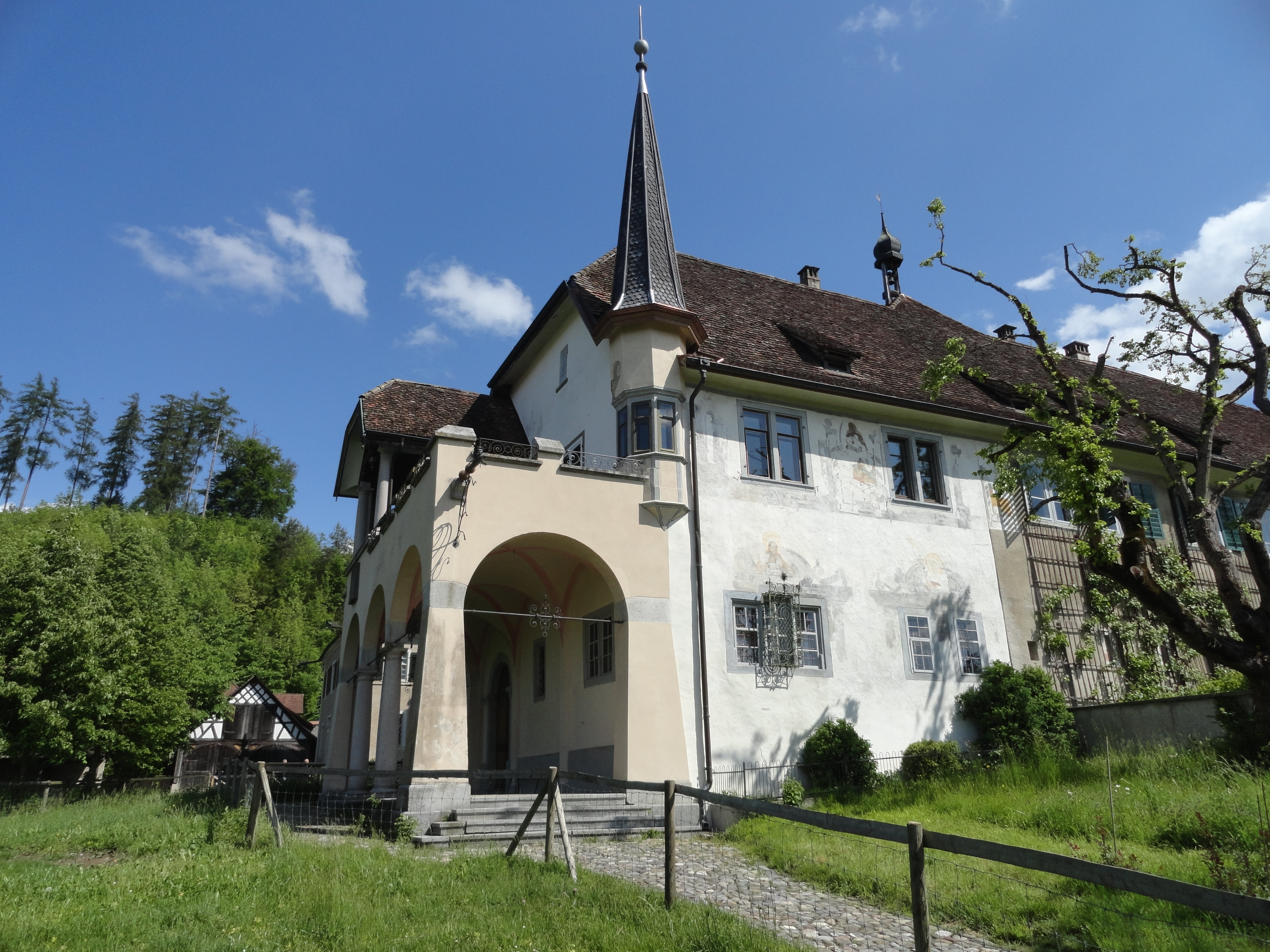
Klostermuseum mit vorgebauter Loggia

Der älteste Teil der Anlage ist der Rest eines rechteckigen Gebäudes mit dicken Mauern im Südflügel des Klosters; es ist denkbar, dass es sich um einen Teil eines Wehrturms aus der Zeit vor 1150 handelt.
Wie das Kloster im 12. und 13. Jahrhundert aussah, ist nicht bekannt. Aus der Zeit des Umbaus im 14. Jahrhundert ist viel Bausubstanz erhalten geblieben, darunter die Längsmauern der Kirche mit ihren Spitzbogenfenstern. Der kleine Kreuzgang bestand schon damals.
Nach der Übernahme des Stifts durch den Kartäuserorden entstand der grosse Kreuzgang, um den die Häuschen der Mönche mit eigenem Garten angelegt sind. Nach dem Ittingersturm wurde vor allem die Kirche umfassend erneuert. Aus dieser Zeit stammt das mit 1550 datierte Hauptportal. Stufengiebel und Zinnenmauern prägten das Erscheinungsbild.
Zu Beginn des 17. Jahrhunderts wurde der Südflügel nach Westen verlängert, darin untergebracht wurden im Erdgeschoss die Räume des Protektorats, im Obergeschoss jene des Priors. Damit traten die Räume dieser Würdenträger erstmals deutlich aus dem Baukomplex heraus. Nach 1620 wurden der grosse Kreuzgang und einige Zellenhäuschen neu gebaut.
Um 1700 begann die Barockisierung der Kirche. Das Chorgestühl des Thurgauers Chrisostomus Fröhli (1652–1724) wurde 1701 vollendet und der Chor mit grossen Fenstern neu gebaut. Danach wurde der Ostflügel am kleinen Kreuzgang mit Sakristeien, Saal und Bibliothek neu gebaut.
In den 1720er-Jahren erhielt die Westseite nach einem Neubau das Erscheinungsbild einer Schlossfassade mit zwei Risaliten. Unter dem Boden entstand der grosse Weinkeller, im Erdgeschoss gab es Räume für die Laienbrüder, und im ersten Stock wurden Gästezimmer eingerichtet. Dreissig Jahre später musste der Bau aufwendig saniert werden, da statische Probleme aufgetreten waren. Gleichzeitig wurde die Achse der Kirche wieder sichtbar gemacht, indem ein Portal von der Vorhalle wiederverwendet wurde.
Unter Prior Antonius von Seilern wurde die gotische Kirche von 1763 bis 1797 im Stil des Rokoko umgebaut und erhielt ihr bis heute weitgehend bewahrtes Aussehen. Den Stuck und die Stuckmarmoraltäre schuf Johann Georg Gigl, die Schnitzereien stammen von Matthias Faller, die Fresken schuf Franz Ludwig Hermann.
Die staatliche Verwaltung unterliess bauliche Eingriffe an den eigentlichen Klostergebäuden, ihre Tätigkeit beschränkte sich auf Abbruch, Um- und Neubauten von Wirtschaftsgebäuden.

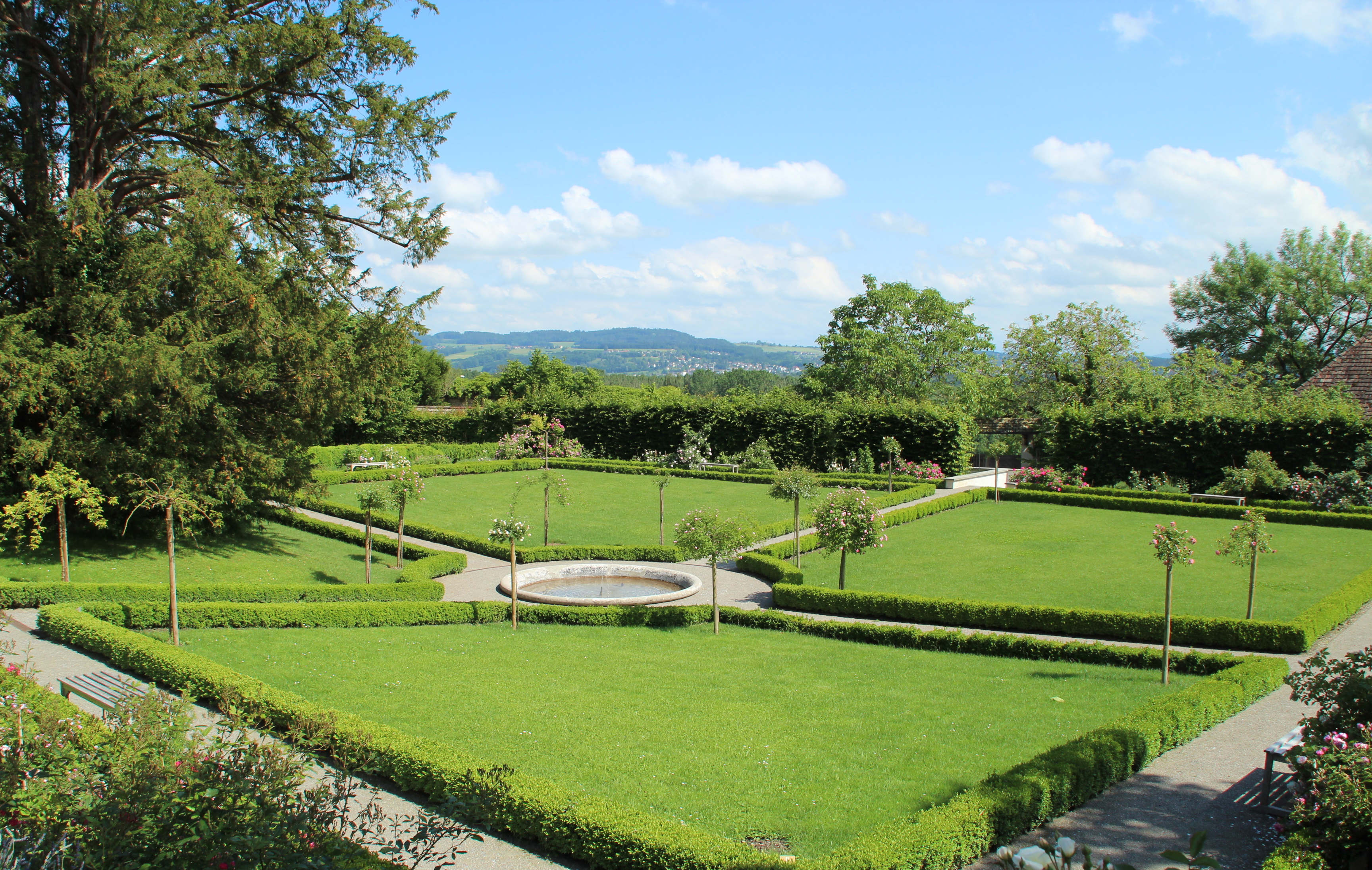
Garten

Der private Besitzer Victor Fehr, der von 1867 bis 1938 in der Kartause lebte, liess die sieben Mönchszellen mit dem Nordflügel des Kreuzgangs sowie die Umfassungsmauer der Gärtchen abreissen. Aus der Klosterküche wurde eine Stube im Neurenaissance-Stil. Als auffallendste Änderung entstand 1880 vor dem Südflügel die Loggia mit Terrasse und gedecktem Sitzplatz.

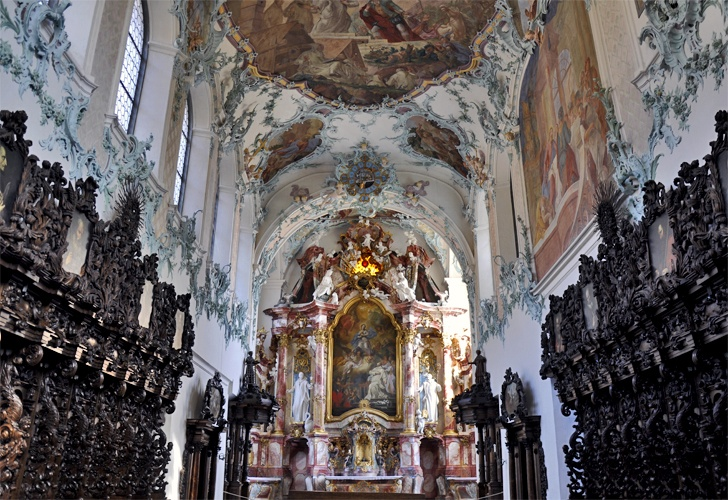
Inneres der Klosterkirche

Als 1977 die Stiftung die Anlage übernahm, waren zahlreiche Restaurierungsarbeiten dringlich geworden. Die abgebrochenen Mönchszellen an der Nordseite wurden wieder aufgebaut und dienten fortan als Räume für das Museum, das in den historischen Räumen eingerichtet wurde. Anfang der 1980er-Jahre bauten die Architekten Rudolf und Esther Guyer das Obere Gästehaus. Die erneuerte Anlage wurde 1983 wiedereröffnet.
Von den folgenden Umbauten waren der Neubau des Restaurants «Zur Mühle» mit dem integrierten Mühlrad aus dem alten Gutsbetrieb und die aufwendige Neugestaltung des Oberen Gästehauses in den Jahren 2008/2009 die markantesten. Verantwortlich waren die Architekten Regula Harder und Jürg Spreyermann, die 2004 bereits das Untere Gästehaus umgebaut hatten. Die dort dominierenden Farben Türkis und Rosa wurden aus einer Decke im ersten Stockwerk des Museums sowie aus der Kirche übernommen.

## Schutz
Die Kartause Ittingen ist im Inventar der schützenswerten Ortsbilder der Schweiz und als A-Objekt in der Liste der Kulturgüter in Warth-Weiningen aufgeführt.

## Bilder

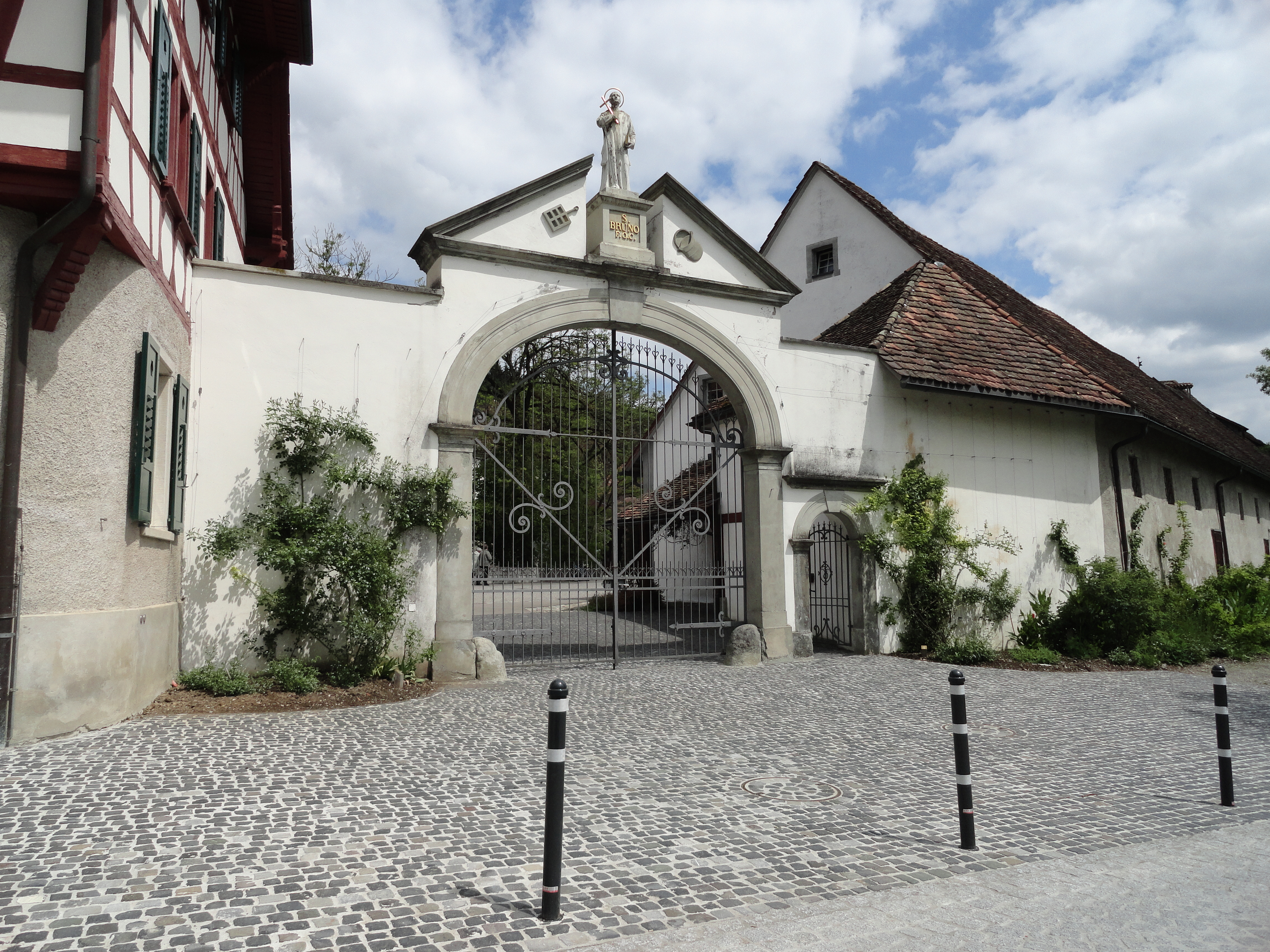
Unterer Eingang
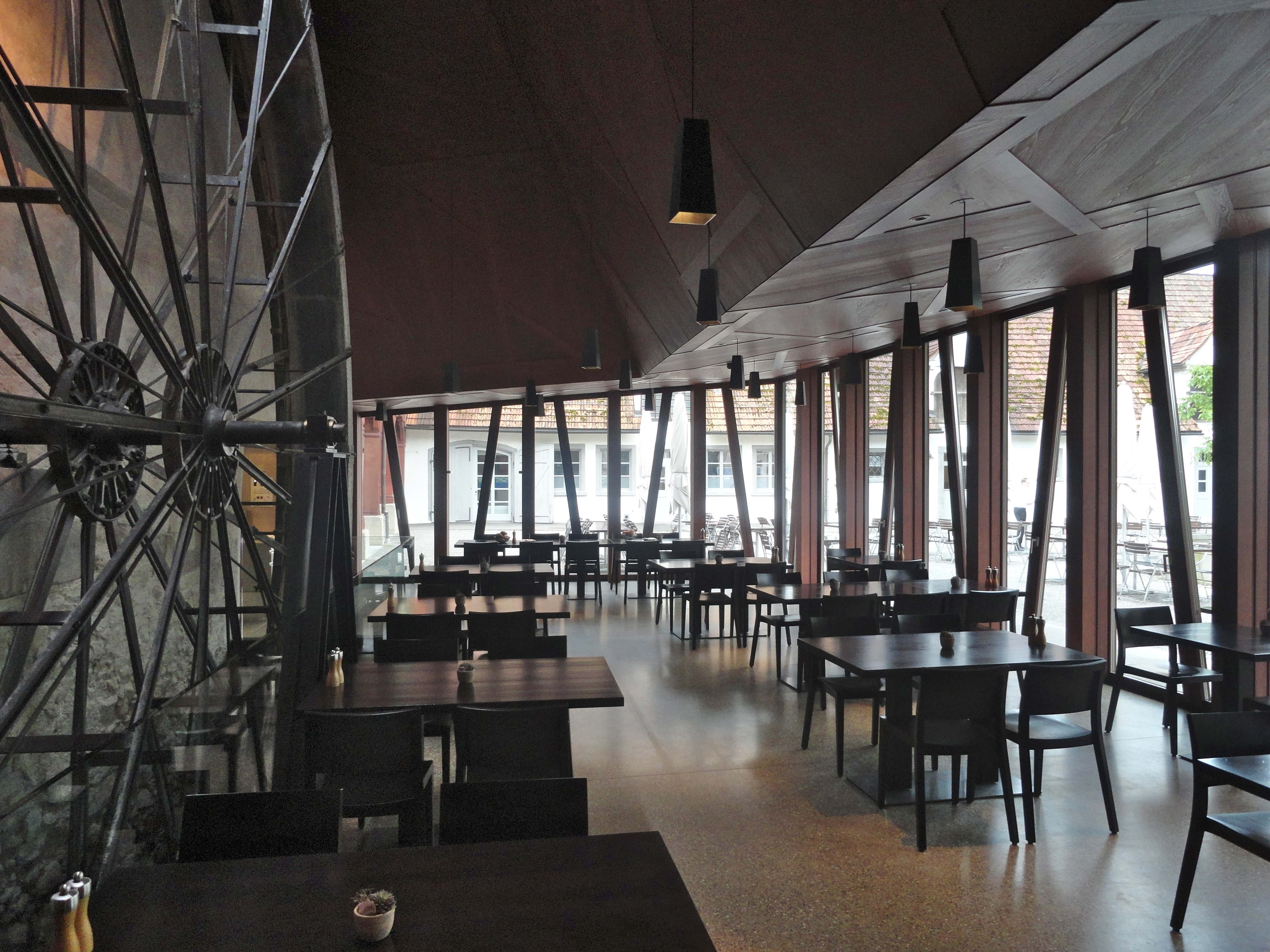
Restaurant «Zur Mühle»
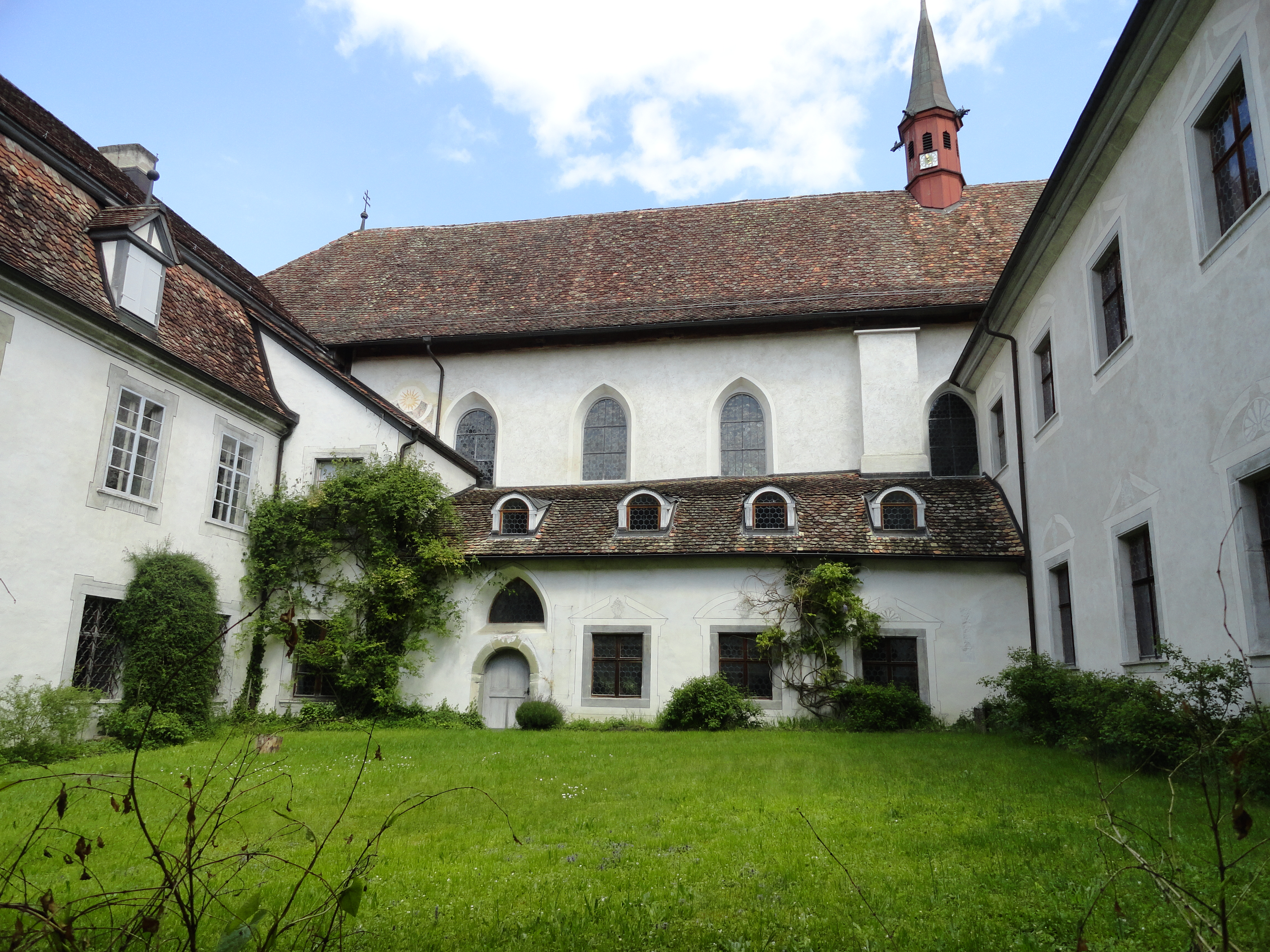
Kleiner Kreuzgang
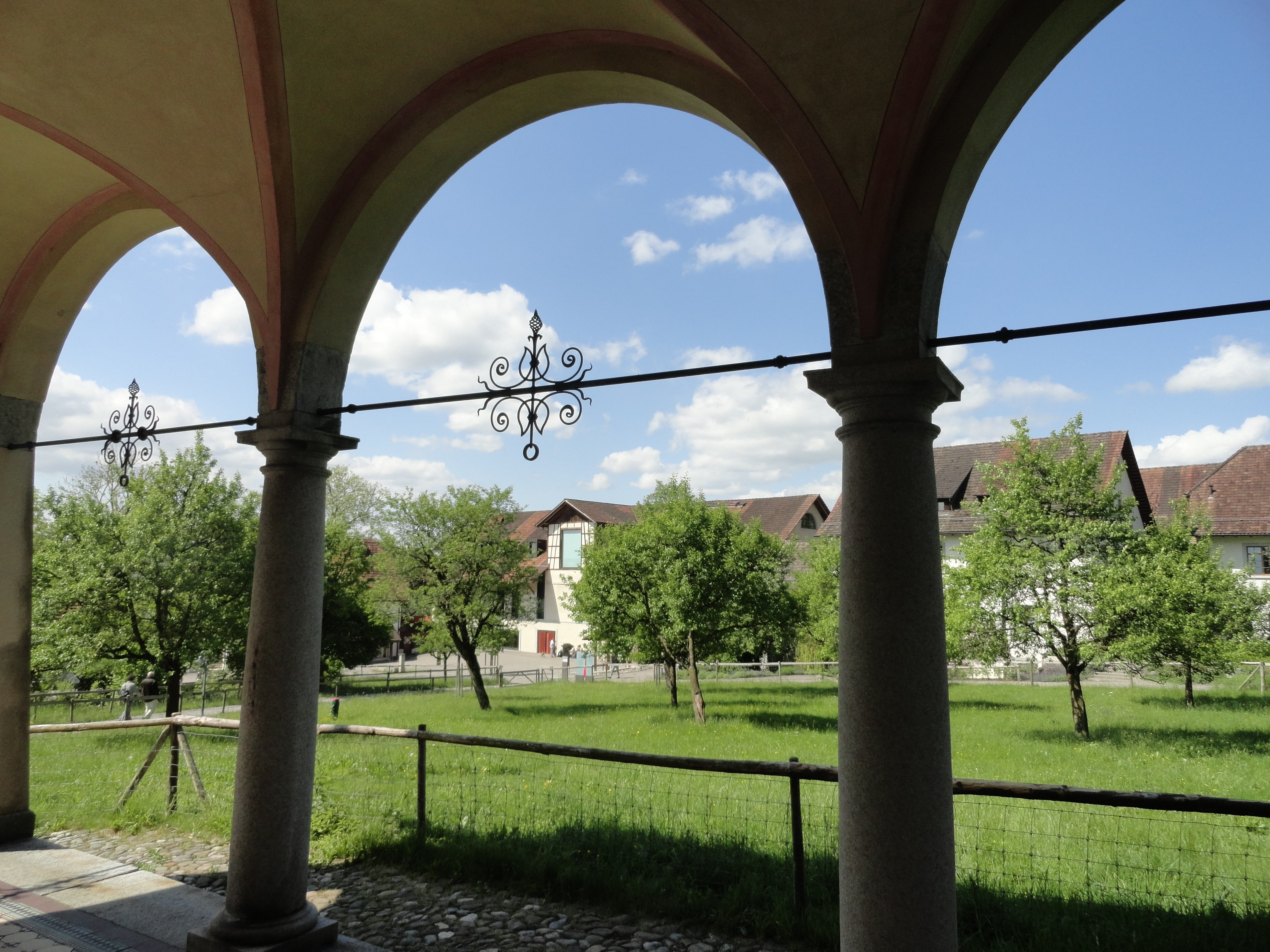
Blick aus der Loggia
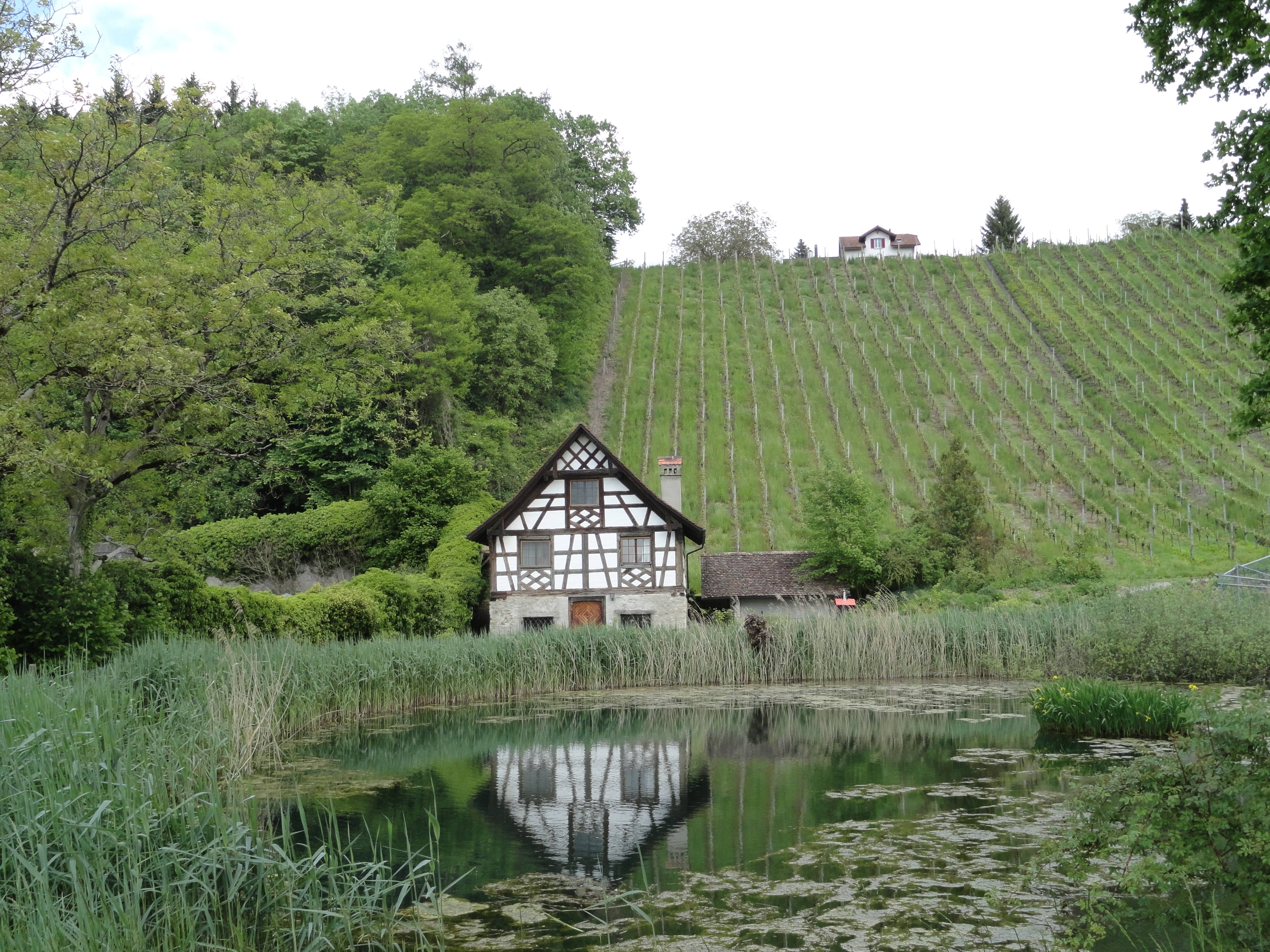
Rebhaus und Fischteich
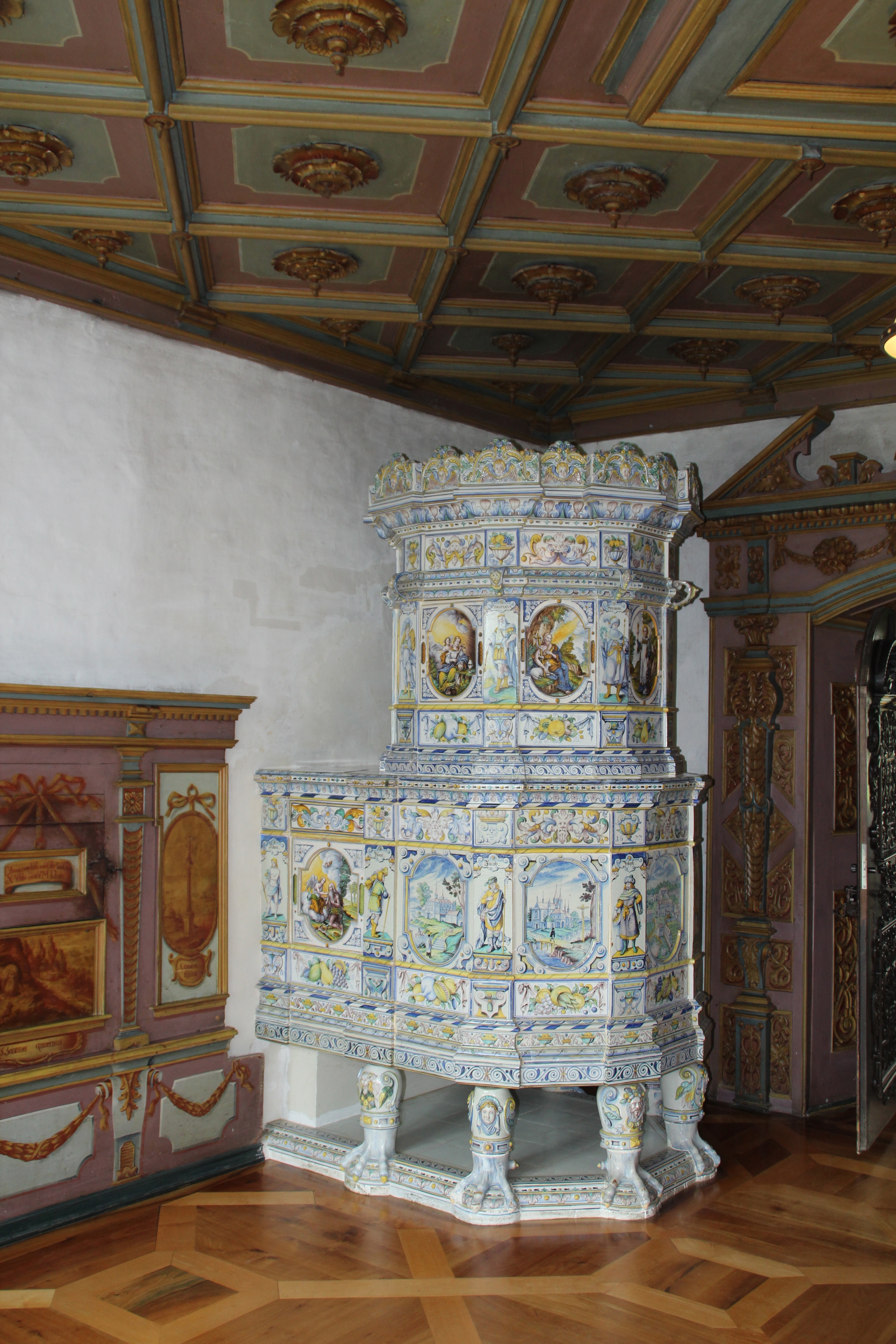
Fayence-Kachelofen